# Haslach an der Mühl
Haslach an der Mühl település Ausztriában, Felső-Ausztria tartományban, a Rohrbachi járásban. , területe 12 km².

## Fekvése
Tengerszint feletti magassága 530 méter. Haslach an der Mühl Lichtenau im Mühlkreis, Sankt Stefan-Afiesl, Sankt Peter am Wimberg, Auberg és Rohrbach-Berg településekkel határos.

## Népesség
Lakosainak száma 2536 fő (2018. január 1.).